# Ana Mercedes Racca González
Ana Mercedes Racca González (Buenos Aires, 15 de julio de 1936-Madrid, octubre de 2020) fue una bailarina, bailaora, coreógrafa y profesora de baile. Es hija de padre argentino y madre gaditana.
Casada con el concertista y compositor de guitarra Andrés Batista, formaron en el año 1970 su propia compañía de baile, con la que actuaron en diversas ciudades de España y Europa, donde obtuvieron mucho éxito y espléndidas críticas. En el año 1975 iniciaron su labor didáctica en Madrid. Su buen hacer en la enseñanza, con sinceridad, capacidad e interés, ha sido elogiado por parte de los críticos, profesionales, aficionados y todos sus alumnos. 

## Críticas y comentarios
- Fausto Botello en el periódico "El Correo de Andalucía" Ana Mercedes es espléndida en calidad artística como bailarina y posee una gran enjundia flamenca como bailaora. Lo que le permite cosechar sus continuos éxitos".

- Sebastián Gasch en la revista "Destino" (Barcelona) "Ana Mercedes posee una exquisita personalidad artística que junto a su gran formación profesional, le facilita admirada y aplaudida desde su primera salida al escenario de los teatros".

- “Diccionario Enciclopédico Ilustrado del Arte Flamenco”

Autores: José Blas Vega y Manolo Ríos.
- Barbán (Músico y flamencólogo)

“Desde los primeros recitales su exquisita calidad como bailarina y coreógrafa cosechó los más elogiosos comentarios de los principales críticos musicales y de la danza. Ello le permitió, en su plena juventud, que fuese requerida como pareja del renombrado bailarín-bailaor Rafael “De Córdova” recorriendo con gran éxito los principales teatros de Sudamérica y Europa.
La fama a partir de este momento hizo que su nombre fuese unido de forma continuada como artista invitada en las compañías de las figuras más destacadas de la época como: Roberto Xímenís y Manolo Vargas; Roberto Iglesias y Vicente Escudero hasta formar su propio ballet.
Su espléndida formación artística ha sido alabada y reconocida por los críticos de todo el mundo y por los propios profesionales, haciendo que su nombre esté incluido en el Diccionario francés de la Danza; el Diccionario enciclopédico del Flamenco y en los libros: “El flamenco y su vibrante mundo” y en el de “Arte Flamenco”.
La fuerza interpretativa, depurada técnica, dominio de las castañuelas y extraordinaria sensibilidad musical de esta exquisita bailarina-bailaora, han sido elogiadas por los principales críticos y profesionales de la danza. Este reconocimiento junto a su maestría como coreógrafa y profesora, la han hecho merecedora de que su nombre esté entre los grandes del baile”.
- Emile Vuillermoz. “París Presse”

Ana Merceedes, est comblés des dons les plus rares est s’empare de son public par l’accent d’humanité des passions qu’elle traduit avec éloquence irresistible,dans une technique impecable.
- M. Tassart “Le guide du Concert”

Sa “Leyenda” a été l’un des sommets de la générale Flamme, science et plastique,elle tout pour elle.
- P.S. “Piccolo Sedra” Milano- Italia

Per avere un’idea di Ana Mercedes provate a pensare ad una fiamma imprigionate. E difficile rinchiudere una fiamma senza che nulla essa perda del suo calore e suo fulgore.
Ana Mercedes vi riesce. La sua danza é vampata, ma con una volonta di ferro é con la
disciplina di uno studio d’impostaziones classica. Si intruisce in ogni suo movimiento, una sofferenza tutta sensuale ma l’apparenza é di un’eleqanza quasi nordica.
- Alfredo Matilla. San Juan- Puerto Rico

"Un empuje asombroso, un duende se adueña de ella y del público, Prodigiosa."
- Fernando Emery “Lyra” Buenos Aires Argentina

Ana Mercedes domina todos los estilos y desde su inicial sensación se advirtió la gran calidad que hizo de ella la sensación del espectáculo.